# Lowell Preston Little
Lowell Preston Little (Denton, 14 maart 1915 – 17 februari 1989) was een Amerikaans componist, muziekpedagoog, dirigent en kornettist.

## Levensloop
Little studeerde aan de Universiteit van Illinois te Urbana-Champaign in Urbana en behaalde aldaar zijn Bachelor of Science in muziekopleiding in juni 1938. Verder studeerde hij aan het Colorado State College of Education, nu: Colorado State University, in Fort Collins en behaalde zijn Master of Arts in 1941. Als muziekleraar werkte hij aan verschillende openbare scholen en was dirigent van diverse harmonieorkesten, onder andere van de Denver Police Band. Hij was gehuwd met Dorothy J. Clark (1920-1999).
Als componist schreef hij werken voor harmonieorkest en kamermuziek. 

## Composities

### Werken voor harmonieorkest
- 1941 Suite for the Modern Concert Band
  1. Largo-brilliante
  2. Bolero
  3. Rhythm-moods
- 1951 Three Modernaires, voor kornet- of trompettrio en harmonieorkest
- 1952 Royal George Overture
- 1953 Johnny Peel, ouverture
- 1955 Mesa Grande Overture
- 1959 University Hill March - opgedragen aan de Texas Woman's University

### Kamermuziek
- 1953 Valse Lynnette, voor kornet en piano
- 1976 Great duets, voor 2 trompetten
- Three Modernaires, voor kornet- of trompettrio

### Pedagogische werken
- 1976 Know your trompet or flugelhorn
- 1978 Know your clarinet
- 1978 Know your flute
- 1978 Know your saxophone
- 1978 Know your trombone
- 1978 Studies for artistic performance, voor hoorn
- 1978 Studies for artistic performance, voor trompet, kornet of bugel
- The Embouchure Builder, voor kornet (of trompet, of hoorn)

## Publicaties
- Suite for the Modern Concert Band, Thesis (Master of Arts), Colorado State College of Education, Division of Music, 1941.